# Municipio de Cedar (condado de Marshall)
El municipio de Cedar (en inglés: Cedar Township) es un municipio ubicado en el condado de Marshall en el estado estadounidense de Minnesota. En el año 2010 tenía una población de 86 habitantes y una densidad poblacional de 0,92 personas por km².

## Geografía
El municipio de Cedar se encuentra ubicado en las coordenadas 48°25′12″N 96°4′8″O / 48.42000, -96.06889. Según la Oficina del Censo de los Estados Unidos, el municipio tiene una superficie total de 93.86 km², de la cual 82,85 km² corresponden a tierra firme y (11,74 %) 11,02 km² es agua.

## Demografía
Según el censo de 2010, había 86 personas residiendo en el municipio de Cedar. La densidad de población era de 0,92 hab./km². De los 86 habitantes, el municipio de Cedar estaba compuesto por el 100 % blancos. Del total de la población el 0 % eran hispanos o latinos de cualquier raza.